# 北海道ハイテクノロジー専門学校
北海道ハイテクノロジー専門学校（ほっかいどうハイテクノロジーせんもんがっこう）とは北海道恵庭市恵み野北2丁目に所在する、学校法人滋慶学園が運営する専門学校である。地元で「ハイテク」と称される。

## 概観
医療、生物工学、情報技術、などを学ぶ学生数はおよそ1300名でうち社会人は18.9パーセントである。
救急救命士学科、視能訓練士学科、義肢装具士学科、eスポーツプロフェッショナルゲーマー専攻、プロジェクションマッピング専攻、など道内または国内で初設置となる養成過程が複数ある。
札幌ドーム1.5個分となる約20,000平方メートルの敷地に、校舎8棟、学生寮4棟、学生食堂、屋内運動施設のハイテクアリーナ、日本初の屋内陸上トラックのインドアスタジアムがあり、全校舎と里美ハイムを除く学生寮は外壁が茶色に統一している。これら施設は北海道ハイテクACが練習拠点とするほかに市民も使用可能である。
2016年に恵庭市と包括連携協定を締結するなど「産学官協働教育」を図っている。

## 沿革

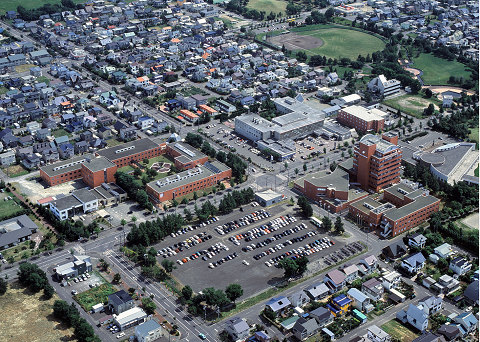
空からの北海道ハイテクノロジー専門学校

### 年表
- 1987年 - 学校法人産業技術学園を設立し、北海道知事から設置申請が認可[8]される。
- 1988年 - 第1校舎完成、恵庭市の支援を受けて北海道ハイテクノロジー専門学校を開校[8]する。
- 1989年 - 第2校舎、ピラミッド型温室が竣工する。
- 1992年 - 第3校舎完成
- 1994年 - 第4校舎完成
- 1997年 - 第5校舎完成（早稲田情報センタービルを取得[8]）
- 2001年 - 第6校舎完成
- 2003年 - 北海道エコ・コミュニケーション専門学校を本校から独立して開校[8]する。
- 2004年 - 第7校舎完成（前年に閉校した北海道早稲田情報科学専門学校の校舎[8]）
- 2006年 - 第8校舎完成、インドア・スタジアム完成、北海道ハイテク・アスリートクラブ結成[8]
- 2010年 - インドア・アリーナ完成[8]
- 2011年 - 北海道エコ・コミュニケーション専門学校日本語学科を北海道ハイテクノロジー専門学校へ移管[8]する。
- 2013年 - スポーツ学科、柔道整復師学科、鍼灸学科を北海道メディカル・スポーツ専門学校として本校から独立して開校[8]する。
- 2016年 - 恵庭市と「包括連携協定」及び「災害時における協力体制に関する協定」を締結[6]する。
- 2018年 - 運営する学校法人産業技術学園が学校法人滋慶学園と合併。本校は学校法人滋慶学園の運営となる。
- 2021年 - 分離独立した北海道メディカル・スポーツ専門学校を再び北海道ハイテクノロジー専門学校に統合、看護学科・視能訓練士学科・歯科衛生士学科・臨床工学技士学科を札幌看護医療専門学校に分離。

## 学科・コース
- ITメディア学科 (3年制)
  - ゲームクリエイター専攻
  - プログラマ専攻
  - デザイン・CG専攻
  - eスポーツプロフェッショナルゲーマー専攻
  - プロジェクションマッピング専攻
  - ドローン専攻
  - AI専攻
  - ホワイトハッカー専攻

- 救急救命士学科 (3年制)
- 義肢装具士学科 (3年制)
- スポーツトレーナー学科（2年制）
- 柔道整復師学科（3年制）
- 鍼灸師学科（3年制）
- 医療事務学科（2年制）
- キャリアデザイン・公務員学科（1年制）
- 日本語学科 (1年制)

## クラブ活動
- 野球部
- サッカー部
- 男子バレーボール部
- 男子バスケットボール部
- 女子バスケットボール部
- ラグビー部
- バドミントン部
- 硬式テニス部
- 柔道部
- 剣道部
- 軽音楽部
- ダンス部
- マリンスポーツ部
- アウトドア部
- 調理部
- ボランティア部
- スノーボード部
- HHTトレーナーズクラブ
- 陸上競技部
  - 北海道ハイテクノロジーアスリートクラブ（略称：北海道ハイテクAC）
- よさこい部
  - 北海道ハイテク・エコ専門学校-無限永華-としてYOSAKOIソーラン祭りに参加し、2012年第21回YOSAKOIソーラン祭りには奨励賞を受賞した[9]

現在は廃部となっている

## 北海道ハイテクAC
北海道ハイテク・アスリートクラブは2006年に設立された陸上競技の運動部、実業団である。略称は「北海道ハイテクAC」。
沿革
- 2006年 - インドア・スタジアム完成、北海道ハイテクAC結成。
- 2008年 - 福島千里が北京オリンピックに出場[10]。
- 2012年 - 福島千里がロンドンオリンピックに出場[10]。
- 2013年 - 小中学生を対象にしたジュニア部創設[11]。
- 2016年 - 福島千里がリオデジャネイロオリンピックに出場。
- 2017年 - 福島千里がプロ転向により退団[12]。
- 2020年 - 中村宏之監督が勇退、後任に北風沙織が就任（2021年 - 退団）[13]。

### 所属選手
- 京谷萌子（走高跳）
- 島田雪菜（短距離走）
- 星汰一（短距離）
- 髙橋祐輔（110ｍ障害）
- 村岡柊有（100ｍ障害）
- 吉田明香里（短距離）

### 過去の所属選手
- 福島千里（100m・200m短距離走）
  - 在学時から好記録で北京オリンピックに出場し、卒業後は職員として競技活動を続けてリオデジャネイロオリンピックに出場した。
- 北風沙織（100m短距離走）
- 佐藤真有（400m短距離走）：所属第1号[14]
- 寺田明日香（100mハードル競走）
- 熊谷史子（100mハードル競走）
- 野村有香（100m・400mハードル競走）
- 畑善子（走幅跳）
- 馬場友也（100m短距離走）
- 仁井有介（100m短距離走）
- 中西麻耶（陸上競技障害クラスT44・F44）

## 施設
研究施設
- ピラミッド型温室

共有施設
- JikeiレストランMEGUMINO - ラ・デュース恵み野の1階にあるレストランで食事ができる。
- 図書館 - 第7校舎に併設されている図書館。
- 駐車場 - 学生・職員は無料で利用できる駐車場が併設されている。

スポーツ施設
- インドア・スタジアム - 130mの直線トラック5レーンやトレーニングルームなどがある屋内スポーツ施設。
- インドア・アリーナ - バスケットボール、フットサル、テニスなどができる屋内運動施設。

寮
- 恵庭ハイム
- 恵み野ハイム
- 若草ハイム
- 里美ハイム

老人ホーム
- ラ・デュース恵み野
- ラ・デュース中島

## 周辺
- 恵庭市役所恵み野出張所
- 恵庭リサーチ・ビジネスパークセンタービル
- 恵庭恵み野中郵便局
- 恵庭市立図書館
- ローソン恵み野北店
- ラ・デュース恵み野
- 恵み野会館
- 専門学校日本福祉リハビリテーション学院
- 恵み野中央公園
- 恵庭市立恵み野中学校
- コープさっぽろ恵み野店

## アクセス
- JR千歳線恵み野駅東口より徒歩12分
- えにわコミュニティバス循環Bコース「恵み野駅東口」発のバス停留所「図書館」に下車、徒歩2分
- 恵み野駅東口よりスクールバスが無料で運行

## 出身著名人
- 福島千里 (陸上競技選手)
- 寺田明日香 (陸上競技選手)
- 北風沙織（陸上競技選手）
- 樋口智子（歌人）
- 卓也努力勝利（お笑い芸人、「四天王」メンバー）

## 姉妹校
- 北海道エコ・動物自然専門学校
- 北海道メディカル・スポーツ専門学校
- 札幌ベルエポック美容専門学校
- 札幌ベルエポック製菓調理専門学校
- 札幌スクールオブミュージック専門学校
- 札幌放送芸術専門学校